# Dimitar Ivankov
Pour les articles homonymes, voir Ivankov.
Dimitar Ivanov Ivankov (en bulgare : Димитър Иванов Иванков) (né le 30 octobre 1975 à Sofia) est un footballeur international bulgare évoluant au poste de gardien de but. Il a disputé l'Euro 2004. Ivankov est le sixième meilleur buteur des gardiens de but dans le monde avec 41 buts.

## Carrière

### En club
Dimitar Ivankov a été formé au Levski Sofia, un des clubs les plus titrés du pays. Il restera neuf saisons dans les cages du club sofiote, jouant plus de 270 matches et marquant une vingtaine de buts. Ivankov a gagné de nombreux titres avec le Levski: quatre fois le championnat bulgare et cinq fois la coupe nationale.
En 2005, Ivankov rejoint Kayserispor, club évoluant dans le championnat turc. Il y joue un rôle crucial en mai 2008 lors de la coupe de Turquie ou il arrête trois penalties et en marque deux, offrant le titre à son club.
En juin 2008, Ivankov signe avec le club de Bursaspor, toujours en championnat turc. Il y marquera à nouveau un but décisif face au Fenerbahçe (victoire 2-1). Bursaspor sera également champion de Turquie en 2010. 
En 2011, Ivankov rejoint le championnat chypriote et le club d'Anorthosis Famagouste. Il quittera le club à peine deux mois plus tard, mettant fin à sa carrière.

### En sélection
Dimitar Ivankov compte une soixantaine de sélections avec la Bulgarie. Sa première convocation date de 1998.
Ivankov a été sélectionné pour l'Euro 2004 au Portugal mais n'a joué aucun match, la place de titulaire étant laissée à Zdravko Zdravkov. Mais après cette compétition ou la Bulgarie finit dernière de son groupe avec 0 point (9 buts encaissés), Ivankov devient titulaire en sélection. Il prend sa retraite internationale en mars 2010.